# Ribes tenue
Ribes tenue là một loài thực vật có hoa trong họ Grossulariaceae. Loài này được Jancz. miêu tả khoa học đầu tiên năm 1906.